# Gros Morne (kommun)
Gros Morne är en kommun i Haiti.   Den ligger i departementet Artibonite, i den norra delen av landet, 130 km norr om huvudstaden Port-au-Prince.